# Слух млекопитающих
Слух млекопита́ющих — процесс восприятия млекопитающими звуковых волн (слух), их анализа и формирования субъективных ощущений, на основании которых животное реагирует на изменения, происходящие во внешнем мире. За данный процесс у млекопитающих несёт ответственность слуховая сенсорная система, возникшая ещё на раннем этапе эволюции хордовых. Эта система позволяет также воспринимать линейные и угловые ускорения, реализуя тем самым также и чувство равновесия, так что более точное её название — статоакустическая сенсорная система. Её периферическую часть образуют органы слуха и равновесия (уши), промежуточную (обеспечивающую передачу нервных импульсов) — цепи вставочных нейронов, а центральную — слуховые центры в коре головного мозга.
Распознавание звуковых стимулов у млекопитающих является результатом совместной работы органов слуха и головного мозга. При этом значительная часть акустической информации обрабатывается уже на уровне рецепторов, что позволяет многократно сократить объём такой информации, поступающей к мозгу. Устранение избыточности количества информации неизбежно: если объём акустической информации, поступающей на рецепторы слуховой системы, измеряется десятками тысяч бит в секунду (у человека — порядка 1⋅105 бит/с), то возможности нервной системы по её обработке ограничены десятками бит в секунду.
Острота слуха и доступный частотный диапазон у млекопитающих, как правило, весьма значительны, но существенно варьируют у разных видов, причём они сопряжены со теми звуками, которые эти животные способны издавать. Так, человек в норме может слышать звуки в диапазоне от 30 до 17 600 Гц, а у большинства других приматов диапазон воспринимаемых звуков смещён вверх (например, у сенегальского галаго он простирается от 90 до 65 000 Гц, так что эти полуобезьяны способны слышать ультразвуки). Способностью воспринимать ультразвуки обладают и многие другие млекопитающие (собаки слышат звуки в диапазоне от 67 до 45 000 Гц, кошки — от 55 до 78 000 Гц). Особенно велик верхний предел частотного диапазона у видов, использующих эхолокацию (например, у белухи он достигает 123 000 Гц, у некоторых летучих мышей — 110 000 Гц). С другой стороны, усатые киты, жирафы и слоны могут общаться друг с другом инфразвуками, и у них значительно меньшее значение принимает нижний предел частотного диапазона (так, слоны воспринимают звуки в диапазоне от 16 до 12 000 Гц).
Слух и звуковая сигнализация у млекопитающих обслуживают важнейшие жизненные явления — поиск пищи, распознавание опасностей, опознавание особей своего и чужих видов, коммуникацию между особями, причём различные отряды отличаются разными особенностями слуха. Млекопитающие, хотя и в меньшей мере, чем птицы, обладают звуковой локацией; они издают звуки голосовыми связками и резонируют их воздухоносными путями. Среди издаваемых ими звуков наиболее характерны рёв, стон, мяуканье, шипенье.

## Органы слуха и равновесия
Органы слуха у подавляющего большинства видов млекопитающих хорошо развиты и при этом содержат вестибулярный аппарат. В состав каждого органа слуха входят внутреннее, среднее и наружное ухо (включающее наружный слуховой проход и ушную раковину). Если внутреннее и среднее ухо имеются и у других четвероногих, то наружное ухо представляет собой новоприобретение млекопитающих, облегчающее улавливание звуковых волн. Впрочем, у многих водных и роющих видов ушная раковина вторично исчезает.
Наружное ухо
1 — череп;
2 — слуховой канал;
3 — ушная раковина.
Среднее ухо
4 — барабанная перепонка;
5 — овальное окно;
6 — молоточек;
7 — наковальня;
8 — стремечко.
Внутреннее ухо
9 — полукружные каналы;
10 — улитка;
11 — нервы;
12 — евстахиева труба.

### Наружное ухо
Наружное ухо у млекопитающих устроено достаточно сложным образом. В физическом плане оно представляет собой резонатор (у человека значение собственной резонансной частоты этого резонатора — около 3 кГц). Ушная раковина армирована хрящом и выполняет роль концентратора звуковых волн, существенно усиливающего тонкость слуха. Обычно ушные раковины подвижны и способствуют достаточной точной (до 6—8°) локализации источников звука в окружающем пространстве. Особенно сильно развита ушная раковина у ночных зверей (например, у летучих мышей), а также у обитающих в лесу копытных, живущих в пустынях псовых и у некоторых других зверей. Наружный слуховой проход защищает от нежелательных внешних воздействий барабанную перепонку, которая представляет собой тонкую мембрану, отделяющую полость среднего уха от слухового прохода и колеблющуюся под воздействием звуковой волны, уловленной ушной раковиной и прошедшей к барабанной перепонке по слуховому проходу. Палеонтологи считают, что барабанная перепонка, наличие которой повышает остроту слуха, впервые появилась у непосредственных предков млекопитающих — цинодонтов.
Наружный слуховой проход образован хрящом и костной тканью, а его поверхность покрыта тонкой кожей с волосами, в фолликулы которых открываются протоки сальных желёз. Глубже сальных желёз располагаются трубчатые церуминозные железы, выделяющие ушную серу; последняя служит для очистки и смазки слухового прохода, являясь также защитой от бактерий, грибков и насекомых.

### Среднее ухо
Среднее ухо млекопитающих включает, как и у других четвероногих, барабанную полость, слуховые косточки и евстахиеву трубу; оно выполняет функции аппарата, специализированного для восприятия звуковых волн в воздушной среде. Барабанная полость представляет собой сильно уплощенную и заполненную воздухом камеру, поверхность которой покрыта однослойным эпителием (в основном — плоским, но местами — кубическим или цилиндрическим). Евстахиева труба, соединяющая полость среднего уха с носоглоткой, отвечает за выравнивание давления по обеим сторонам перепонки.
Внутри барабанной полости располагаются три слуховые косточки: стремечко, имеющееся и у других четвероногих, и две специфичные для млекопитающих косточки — молоточек и наковальня (последние гомологичны соответственно сочленовной и квадратной костям прочих четвероногих). Молоточек своим длинным отростком упирается в барабанную перепонку и передаёт колебания последней на наковальню, соединённую, в свою очередь, со стремечком. Основание стремечка заходит в закрытое мембраной овальное окно, относящееся уже к внутреннему уху. Три перечисленные косточки составляют в совокупности рычажную систему, которая передаёт колебания перепонки, усиливая их, на мембрану овального окна внутреннего уха. Работа этих косточек заключается в проведении звука из среды с низким сопротивлением (воздух) в среду с высоким сопротивлением (жидкость, которой заполнена улитка) с наименьшими потерями энергии. При этом площадь овального окна значительно меньше площади барабанной перепонки, а потому производимое стремечком на овальное окно давление значительно выше; таким образом, среднее ухо выступает как механический усилитель звуковых волн.
К слуховым косточкам прикреплены две мышцы, которые предохраняют структуры внутреннего уха от чрезмерных колебаний при сильном звуке: мышца, напрягающая барабанную перепонку (musculus tensor tympani; связана с молоточком) и стремянная мышца (musculus stapedius; связана со стремечком). При звуке большой интенсивности данные мышцы рефлекторно сжимаются и обеспечивают снижение потока вибраций, проходящего через среднее ухо (акустический рефлекс).
У большинства млекопитающих полость среднего уха прикрывает костная слуховая булла — полая структура, расположенная на внутренней поверхности задней части черепа. Формирование окостеневшей слуховой буллы проходило в нескольких эволюционных линиях млекопитающих независимо — или за счёт выростов окружающих костей, или самостоятельными зонами окостенения.

### Внутреннее ухо
Внутреннее ухо находится в каменистой части височной кости и состоит из костного лабиринта и размещённого в нём перепончатого лабиринта. Последний повторяет форму костного лабиринта, но значительно меньше по своим размерам, и заполнен жидкостью — эндолимфой; от костных стенок мембранный лабиринт отделяет другая жидкость — перилимфа. В лабиринте выделяют вестибулярный и слуховой отделы, а также разделяющую их полость неправильной формы — преддверие.
В ходе онтогенеза внутреннее ухо закладывается в эктодерме зародыша как плакода, которая превращается сначала в слуховую ямку, а затем — в слуховой пузырёк. Последний делится перетяжкой на две части; верхняя превращается в вестибулярный аппарат, а нижняя — в слуховой отдел внутреннего уха.

#### Слуховой отдел
В состав слухового отдела внутреннего уха входит улитка — заполненная жидкостью перепончатая трубка, дугообразно изогнутая (у однопроходных) или спирально завитая (у современных териев — сумчатых и плацентарных; у последних число витков спирали обычно равно двум с половиной, но может доходить и до четырёх с половиной). Появление спирально завитой улитки отмечено уже у дриолеста (Dryolestes), жившего в позднеюрскую эпоху.
По всей длине улитки проходят три параллельных канала: два наружных — вестибулярная лестница) и барабанная лестница — и заключённый между ними более узкий улитковый канал. Последний имеет в сечении форму треугольника, стороны которого образованы рейснеровой мембраной, отделяющей улитковый канал от вестибулярной лестницы, сосудистой полоской, образующей наружную стенку канала, и базилярной мембраной — соединительнотканной пластинкой, которая состоит из тонких параллельных коллагеновых волокон различной длины и толщины, натянутых поперёк улиткового канала, и отделяет последний от барабанной лестницы. Внутри улиткового канала располагается также текториальная мембрана — лентовидная пластинка желеобразной консистенции.
Все три канала заполнены жидкостями: вестибулярная и барабанная лестницы — перилимфой, а улитковый канал — эндолимфой. Обе жидкости существенно различаются по химическому составу; в частности, в перилимфе высока концентрация ионов натрия Na+, а в эндолимфе — ионов калия К+. Вследствие этого на разделяющих соответствующие каналы мембранах возникает значительная разность электрических потенциалов, что обеспечивает процесс усиления входящих звуковых сигналов энергией.
1перилимфа;
2эндолимфа;
3текториальная мембрана;
4клетки кортиева органа:
5,6внутренние и внешние волосковые,
7,8внутренние и внешние столбовые,
9фаланговые,
10пограничные,
11поддерживающие;
12базилярная мембрана;
13улитковый канал;
14кортиев туннель;
15внутренняя спиральная борозда;
16барабанная лестница;
17спиральный лимб;
18волокна слухового нерва:
19афферентное,
20эфферентное
На базилярной мембране располагается кортиев орган — эпителиальное образование, которое тянется вдоль всей улитки, повторяя её ход. Он состоит из двух видов клеток: волосковых клеток, непосредственно отвечающих за восприятие звуковых стимулов, и опорных клеток различного типа, поддерживающих структурную целостность кортиева органа. Кортиев орган присущ только млекопитающим; у других четвероногих аналогом кортиева органа служит базилярный сосочек.
Среди волосковых клеток различают два существенно различных по форме и функциям типа: внутренние и наружные. В типичных случаях внутренние волосковые клетки располагаются на базилярной мембране в один ряд, а наружные — в три и более рядов; эти ряды разделяются опорными клетками. Внутренние волосковые клетки имеют кувшинообразную форму, а наружные — цилиндрическую (у человека общее количество первых составляет 3500, а число вторых может достигать 12 000—20 000).
Вибрации от молоточка, расположенного напротив овального окна, передаются перилимфе. Движущаяся волна перилимфы доходит до конца улитки и заворачивает в барабанную лестницу, откуда движется к основанию улитки и доходит до круглого окна. Энергия этой волны заставляет вибрировать базилярную мембрану, и эта вибрация стимулирует наружные волосковые клетки. Поскольку базиллярная мембрана туго натянута, в каждой её точке наибольший ответ достигается на волны определённой частоты. Каждая волосковая клетка несёт пучок «волосков» (стереоцилий), содержащих внутри актиновые филаменты и погружённых в эндолимфу, заполняющую улитковый канал.
Вибрирование базилярной мембраны вызывает сдвиг текториальной мембраны и последующее отклонение стереоцилий (таким образом, слуховой рецептор представляет собой механорецептор). Такое отклонение приводит к открытию механочувствительных ионных каналов в мембране волосковой клетки, внутрь клетки входят катионы К+, и клетка деполяризуется. В результате деполяризации открываются кальциевые каналы, внутрь волосковой клетки входит кальций, и она высвобождает нейромедиатор глутамат в синаптическую щель. Это возбуждает афферентный нейрон, и далее сигнал передаётся в ЦНС. Такое возбуждение происходит только при отклонении стереоцилий в одну определённую сторону; это возбуждение сопровождается выделением большего количества глутамата и увеличением частоты генерации потенциала действия афферентным нейроном, однако при отклонении в противоположную сторону имеет место обратный эффект, и клетка гиперполяризуется.

#### Вестибулярный аппарат
Вестибулярный отдел внутреннего уха, служащий органом равновесия, включает три полукружных канала и два лежащих в преддверии отолитовых органа — круглый мешочек и маточку, иначе называемую эллиптическим мешочком. Полукружные каналы имеют форму изогнутых полукругом трубок, заполнены эндолимфой и локализованы в костных каналах, расположенных в трёх взаимно перпендикулярных плоскостях (наличие именно трёх полукружных каналов присуще вестибулярному аппарату как млекопитающих, так и всех челюстноротых вообще, в то время как у круглоротых число каналов меньше). В месте соединения с маточкой один из концов каждого полукружного канала имеет колбообразное расширение — костную ампулу, а на другом конце такого расширения нет. Маточка, в свою очередь, соединена тонким Y-образным протоком с круглым мешочком.
В стенке перепончатого лабиринта как в области отолитовых органов, так и в области ампул имеются участки, содержащие сенсорные клетки — механорецепторы. Такие участки применительно к отолитовым органам называются макулами, применительно к ампулам — кристами. В роли механорецепторов в обоих случаях выступают снабжённые пучками волосков волосковые клетки, сходные по устройству с волосковыми клетками слухового отдела. Каждый пучок сверху покрыт купулой — желеобразным веществом, скреплённым фибриллярными волокнами.
При начале или конце вращательного движения эндолимфа начинает давить на купулу, стремясь сместить её в сторону, противоположную направлению движения, и смещение купулы возбуждает волосковые клетки. Макула каждого из отолитовых органов покрытая отолитовой мембраной, которая содержит множество отолитов, или оокиниев — мелких, но тяжёлых кристаллов карбоната кальция; при этом макула маточки располагается горизонтально, а макула круглого мешочка — вертикально. Под действием силы тяжести или линейного ускорения отолитовые мембраны сдвигаются относительно макул, раздражая расположенные на них волосковые клетки. Купулярная система обладает высокой чувствительностью (позволяет фиксировать повороты головы с точностью до 0,005°), но инерционна (характерная постоянная времени лежит в пределах от 10 до 30 с).
Каждая из волосковых клеток вестибулярного аппарата снабжена пучком из нескольких десятков волосков — стереоцилий; на ней также располагается более длинная подвижная ресничка — киноцилия. Если под влиянием механического стимула пучок стереоцилий отклоняется в сторону киноцилии, то волосковая клетка деполяризуется, если от киноцилии — гиперполяризуется. С волосковыми клетками связаны нейроны вестибулярного ядра, активность которых меняется под влиянием нейромедиаторов, выделяемых волосковыми клетками (предположительно глутамата и/или ГАМК). Их аксоны формируют один из корешков преддверно-улиткового нерва, который следует к вестибулярным ядрам. От них информация передаётся в таламус и мозжечок, а из последних — в кору больших полушарий.

## Промежуточная часть статоакустической сенсорной системы
В центральную нервную систему сигнал от улитки поступает по следующему пути: преддверно-улитковый нерв, улитковые ядра продолговатого мозга, верхнее оливное ядро варолиева моста, нижние бугры четверохолмия (лежит в дорсальной части среднего мозга), медиальное коленчатое тело таламуса, слуховая кора (расположена в височной доле коры больших полушарий). Преддверно-улитковый нерв (VIII пара черепных нервов) состоит из двух ветвей (корешков) — улиткового и вестибулярного нервов: первый обеспечивает передачу акустической информации (в виде электрических импульсов) от волосковых клеток кортиева органа в мозг млекопитающего, а второй отвечает за передачу в мозг информации от аналогичных клеток вестибулярного аппарата.
У млекопитающих число нервных волокон, входящих в состав улиткового нерва, исчисляется десятками тысяч (так, у кошки каждое ухо содержит около 50 000 нервных волокон, у человека — около 30 000). Каждую внутреннюю волосковую клетку иннервирует около 20 нервных волокон, причём каждое из последних контактирует с единственной волосковой клеткой. Наружную же волосковую клетку иннервируют от 4 до 6 нервных волокон, каждое из которых одновременно «обслуживает» с десяток волосковых клеток. При этом подходящие к улитке нервные волокна имеют чёткую тонотопическую организацию: у основания улитки располагаются волокна, передающие высокие частоты, в верхушечной области — волокна, передающие низкие частоты. Принцип тонотопической организации нейронных структур, в соответствии с которым нейроны, обрабатывающие звуки с близкими частотными характеристиками, располагаются рядом друг с другом, характерен для всей слуховой системы млекопитающих.
Аксоны (центральные отростки) улиткового нерва заканчиваются в продолговатом мозгу — на переднем и заднем улитковых ядрах. На уровне продолговатого мозга формируются разнообразные безусловные рефлексы, возникающие в ответ на звуковые ощущения.
В улитковых ядрах берут начало вторые нейроны слухового пути; при этом аксоны нейронов переднего улиткового ядра проходят через трапециевидное тело к верхнему оливному ядру противоположной стороны головы млекопитающего, а аксоны нейронов заднего улиткового ядра идут к верхнему оливному ядру своей стороны. Следовательно, слуховая афферентация от одного рецептора поступает как в противоположное, так и в ипсилатеральное полушарие — особенность слуховой сенсорной системы, отличающая её от других сенсорных систем. Начиная с продолговатого мозга, почти для всех уровней слуховой системы характерен частичный перекрёст слуховых путей, что обеспечивает интегративный характер слуховой афферентации.
В верхних оливных ядрах берут своё начало третьи нейроны слухового пути. Их аксоны участвуют в образовании латеральной петли (в состав последней входят также клетки ядра латеральной петли и их отростки), которая состоит из подвергшихся перекрёсту и неперекрещенных слуховых волокон. Заканчиваются эти волокна в подкорковых слуховых центрах — в нижних буграх четверохолмия и медиальном коленчатом теле.
Средний мозг выступает как весьма важное звено слуховой системы, поскольку на уровне нижних бугров четверохолмия обрабатывается значительная часть слуховой информации; при этом происходит взаимодействие данных бугров с верхними буграми, обеспечивающее интеграцию слуховой и зрительной афферентаций. В области среднего мозга вновь имеет место частичный перекрёст слуховых путей, за счёт чего часть слуховой информации поступает в противоположное полушарие; именно этот уровень слуховой системы прежде всего обеспечивает бинауральный эффект, позволяя млекопитающему одновременно оценивать и удалённость, и пространственное расположение источника звука (достигается это сопоставлением ощущений, поступающих от левого и правого ушей). Нижние бугры четверохолмия получают мощную иннервацию со стороны слуховой коры, служа «центральным узлом» между ней и ниже лежащими слуховыми структурами. Они обладают также плотной сетью локальных связей с другими нервными центрами, лежащими в стволе головного мозга; в результате нижние бугры четверохолмия обеспечивают довольно широкий круг функций и, в частности, участвуют в реализации разнообразных сложных рефлексов. Среди таких рефлексов — ориентировочные и сторожевые (настораживание ушей, поворот головы в сторону нового звука).
Что касается медиального коленчатого тела, то оно, будучи частью таламической системы, служит местом дополнительной обработки слуховой информации и её перенаправления на те или иные области слуховой коры. Таким образом, именно в нейронах промежуточной части слуховой сенсорной системы выполняется первичная (происходящая на подкорковом уровне) обработка аудиоинформации.
Наконец, в подкорковых слуховых центрах берут начало волокна последних нейронов слухового пути, которые ведут в слуховую кору.
Суммарное число нейронов, составляющих промежуточную часть акустической сенсорной системы, велико (хотя во много раз меньше, чем число нейронов в центральной части данной системы). У человека оно для каждой стороны головы превышает миллион; из них на долю улитковых ядер приходится примерно 90 000 нейронов, верхнего оливного ядра (включая трапециевидное тело) — 34 000, латеральной петли — 38 000, нижних бугров четверохолмия — 400 000, медиального коленчатого тела — 500 000 нейронов. Наличие столь значительного числа нейронов в подкорковых слуховых центрах говорит о том, что роль промежуточной части акустической сенсорной системы отнюдь не сводится к пассивной передаче сигналов от рецепторных клеток к слуховой коре.

## Центральная часть статоакустической сенсорной системы
Нейроны коркового центра слуховой сенсорной системы, образующие слуховую кору, располагаются в верхней височной извилине височной доли коры больших полушарий. Этот центр имеет многочисленные ассоциативные связи как с корковыми центрами других сенсорных систем, так и с моторной зоной коры. Среди нейронов слуховой коры есть нейроны, избирательно реагирующие на звуки различной продолжительности, повторяющиеся звуки, шумы с широким частотным диапазоном. В результате происходит объединение информации о высоте, интенсивности тона и временных интервалах между отдельными звуками.
Слуховая кора млекопитающих подразделяется на некоторое число отдельных слуховых полей; часть из них обладает выраженной тонотопической организацией, в других же полях подобная организация выражена слабо. От вида к виду организация слуховой коры может отличаться весьма значительно, так что для обозначения полей в слуховой поре у разных групп млекопитающих используют разные названия (исключением служит слуховая область A1, выделяемая и у однопроходных, и у сумчатых, и у плацентарных). Например, и у приматов, и у хищных выделяют по две первичные слуховые области, одна из которых — A1; вторая у приматов обозначена R, а у хищных — AAF (причём неясно, действительно ли области R и AAF соответствуют друг другу). Аналогично, заднее слуховое поле кошки (P, или PAF) обнаруживает определённое сходство с областями CL и CM у приматов, но остаётся неясным, какие области гомологичны перечисленным у других видов млекопитающих. В слуховой коре летучих мышей, обладающих способностью к эхолокации, найдено несколько областей, связанных с этой способностью и не имеющих очевидных эквивалентов в мозгу приматов.
Всего в коре больших полушарий у грызунов выявлено 5—6 слуховых полей, у хищных — 6—9, у мартышковых — 10—12, у человека — свыше 30. Общей чертой организации слуховой коры у млекопитающих является её иерархическое устройство с подразделением на первичную слуховую кору (англ. core region) и окружающие её вторичную слуховую кору (англ. belt region) и третичную слуховую кору (англ. parabelt region). У человека и высших обезьян первичной слуховой коре соответствует 41-е поле Бродмана, вторичной — 42-е и 52-е, третичной — часть 22-го поля. Общее число нейронов в слуховой коре у быка составляет несколько сот тысяч, у человека — примерно 100 миллионов.

## Эхолокация
Некоторые землеройки и морские львы, зубатые киты и в особенности летучие мыши обладают способностью к эхолокации, издавая и воспринимая ультразвуки; у летучих мышей генератором локационных сигналов служат ротовой аппарат и нос, у зубатых китов — система воздушных мешков надчерепного звукового прохода. Землеройки при эхолокации издают импульсы продолжительностью 5—33 мс с частотой 30—60 кГц. Морской лев способен издавать звуки частотой 20—72 кГц, дельфины — 120—200 кГц, что позволяет им определять положение косяков рыб с расстояния до 3 км. У летучих мышей ультразвуковая локация почти полностью заменяет слабо развитое зрение, однако ни один вид летучих мышей не лишён зрения целиком; более того, зрение используется ими для навигации, особенно на дальних расстояниях, когда радиуса действия эхолокации не хватает.